# The Greening of Whitney Brown
The Greening of Whitney Brown (Whitney Brown en Latinoamérica y España) es una película para televisión estrenada el 11 de noviembre de 2011 por el canal infantil-juvenil Disney Channel y protagonizada por Sammi Hanratty, Brooke Shields, Aidan Quinn y Kris Kristofferson. En Canadá se estrenó por Family Channel y en Latinoamérica se estrenó el 13 de mayo de 2012 por Disney Channel Latinoamérica.

## Sinopsis
Whitney Brown (Sammi Hanratty) es una niña preadolescente mimada de Filadelfia que lo tiene todo. Se postula como presidenta de la escuela con su amiga Lindsay (Charlotte Matthews) cómo vicepresidenta y ganan la elección. A causa de tener que comprar ropa para el baile de otoño, su mamá (Brooke Shields) le da la tarjeta de crédito. Luego de comprar demasiadas cosas, la tarjeta se sobregira (lo cual Whitney no sabe qué significa). Whitney va a hablar con su padre (Aidan Quinn) y su madre sobre lo de la tarjeta a lo que ellos le responden que tienen que hablar. En ese mismo momento pasan por la televisión una noticia sobre una compañía que llegó a la quiebra, la cual es la compañía en la que trabaja el papá de Whitney. Los padres de Whitney le dicen a su hija que a su padre lo despidieron y han llegado a la quiebra. Debido a eso se tienen que mudar. Whitney habla con todos sus amigos diciéndoles que volverá muy pronto, y que se comunicará con todos ellos en especial con Ben, el chico nuevo que le gusta a Whitney. Whitney se muda a un campo  a 2 horas de Filadelfia, y experimentará la verdadera amistad y que la vida transcurre donde está el corazón, aún con los problemas del baile, de las amistades falsas y los amores de la preadolescencia.

## Reparto

### Reparto principal
- Sammi Hanratty como Whitney Brown.
- Brooke Shields como Joan Brown.
- Aidan Quinn como Henry Brown.
- Kris Kristofferson como Dusty Brown.
- Charlotte Matthews como Lindsay.
- Keith David como Clerk.
- Slade Pearce como Ben.
- Anna Colwell como Alicia.
- Natalia Dyer como Lily.
- Lily Rashid como Olivia.
- Kodie Lake como Zack.
- Cameron Gaskins como Josh.
- lindsay restrepo como Daniela.

### Reparto secundario
- Nicky Buggs como Home EC Teacher.
- Wilbur Fitzgerald como Stanley.

## Estrenos internacionales
| País / Región       | Red(es)                      | Fecha de estreno        | Título                        |
| ------------------- | ---------------------------- | ----------------------- | ----------------------------- |
| Estados Unidos      | Disney Channel               | 11 de noviembre de 2011 | The Greening of Whitney Brown |
| Canadá              | Family Channel               | 11 de noviembre de 2011 | The Greening of Whitney Brown |
| Hispanoamérica      | Disney Channel Latinoamérica | 13 de mayo de 2012      | Whitney Brown                 |
| Brasil              | Disney Channel Brasil        | 13 de mayo de 2012      | Whitney Brown                 |
| Reino Unido Irlanda | Disney Channel               |                         |                               |
| España              | Disney Channel España        |                         | Whitney Brown                 |

## Locaciones de filmación
La película fue filmada en Agnes Scott College - 141 E. College Avenue, Decatur, Georgia y Atlanta. El rodaje también tuvo lugar en la pequeña ciudad de Bowersville, Georgia, ubicada en el condado de Hart.